# Дерендяев, Сергей Борисович
Серге́й Бори́сович Дерендя́ев (род. 1949) — советский и российский государственный деятель, председатель Сочинского горисполкома (1989—1991), народный депутат РФ (1990—1993).

## Биография
Сергей Борисович Дерендяев родился в 1949 году.
Окончил Краснодарский политехнический институт
В 1989—1991 годах работал председателем исполкома Сочинского городского Совета народных депутатов (г. Сочи).
В 1990—1993 годах был народным депутат РФ, работал председателем подкомитета Комитета Верховного Совета Российской Федерации по строительству, архитектуре и жилищно-коммунальному хозяйству.
В 1990 году выступил инициатором создания футбольной команды Жемчужина (Сочи).